# Президентские выборы в Эквадоре (1884)
Непрямые президентские выборы в Эквадоре проходили в 1883—1884 годах на 10-м Учредительном собрании, провозгласившим Прогрессивную конституцию. В результате победу одержал Хосе Пласидо Кааманьо от Эквадорской консервативной партии.

## Предвыборная обстановка
В начале 10-го Учредительного собрания Хосе Мария Пласидо Кааманьо был избран временным конституционным президентом, а Рафаэль Перес Пареха - временным конституционным вице-президентом.
Учредительное собрание отменило конституцию 1878 года и разработало новую конституцию 1884 года, избрав президента и конституционного вице-президента республики, членов государственного совета, министров Верховного суда, Счётной палаты и высших судов.

## Результаты
На заключительных президентских выборах Кааманьо и Перес Пареха должны были быть избраны на свои должности на конституционный период, временный президент был избран, а Перес Пареха потерпел поражение от генерала Агустина Герреро Лисарзабуру.

### Конституционный президент
| Партия                                     | Кандидат              | Голоса |
| ------------------------------------------ | --------------------- | ------ |
| Эквадорская консервативная партия          | Хосе Пласидо Кааманьо | 43     |
| Эквадорская консервативная партия          | Луис Кордеро Креспо   | 2      |
| Эквадорская радикальная либеральная партия | Элой Альфаро          | 13     |
| Пустые бюллетени                           |                       | 1      |
| Источник: Tribunal Supremo Electoral       |                       |        |

### Конституционный вице-президент
| Партия                                     | Кандидат                      | Голоса |
| ------------------------------------------ | ----------------------------- | ------ |
| Эквадорская консервативная партия          | Агустин Герреро Лисарзабуру   | 37     |
| Эквадорская консервативная партия          | Рафаэль Перес Пареха          | 3      |
| Эквадорская консервативная партия          | Педро Хосе Севальос Сальвадор | 2      |
| Эквадорская консервативная партия          | Рамон Борреро Кортасар        | 2      |
| Эквадорская консервативная партия          | Элиас Ласо Акоста             | 1      |
| Эквадорская радикальная либеральная партия | Рафаэль Портилла Ланчасо      | 10     |
| Эквадорская радикальная либеральная партия | Хосе Гомес Карбо              | 1      |
| Пустые бюллетени                           |                               | 16     |
| Источник: Tribunal Supremo Electoral       |                               |        |